# Кане, Пандуранг Ваман
Пандуранг Ваман Кане (маратхи  पांडुरंग वामन काणे, англ. Pandurang Vaman Kane; 7 мая 1880, Парасурам, Ратнагири, Британская Индия — 18 апреля 1972, Бомбей, Индия) — индийский учёный-индолог, санскритолог, прозаик, педагог, профессор, государственный деятель. Член Раджья сабхи, верхней палаты парламента Индии (1952—1964).

## Биография
Сын брамина.
Окончил Бомбейский университет. Читал лекции в Государственном юридическом колледже. В 1942 году ему был присвоен титул махамахопаджая (Mahamahopadhyaya, «великий учёный»). В 1947 году стал вице-канцлером Бомбейского университета.
Приверженец социальной реформы, продолжатель прежних научных традиций, специалист в области древних социальных законов и обычаев, изучавший социальные процессы в древней Индии.
В 1956 году стал лауреатом Премии литературной Академии.
Лауреат высшей гражданской награды Индии Бхарат ратна в 1963 году за научную работу, охватывающую более 40 лет активных академических исследований, результатом которых стало 6500 страниц «Истории Дхармашастры» («Древнее и средневековое религиозное и гражданское право» в 5 томах).
Автор «Истории поэтики» и ряда других работ по древнеиндийским наукам, истории, обществу, драме и языку маратхи.